# ورنر دن
ورنر دن (آلمانی: Werner Dehn; ۱۷ سپتامبر ۱۸۸۹ – ۱۸ سپتامبر ۱۹۶۰) قایقران روئینگ اهل آلمان بود.